# 阿萊舒的聖米格爾
10°23′16″S 37°22′51″W / 10.38778°S 37.38083°W
阿萊舒的聖米格爾（葡萄牙語：São Miguel do Aleixo），是巴西的城鎮，位於該國東北部，由塞爾希培州負責管轄，始建於1963年，面積145平方公里，海拔高度197米，2010年人口3,702，人口密度每平方公里25.61人。